# Damocles (canción)
«Damocles» es una canción de la banda de rock británica Sleep Token, lanzado a través de RCA Records el 25 de abril de 2025 como el tercer sencillo de su cuarto álbum de estudio Even in Arcadia (2025).

## Composición y letra
"Damocles" incorpora elementos de piano, describiéndose como más suave y ligera que sus anteriores obras, además de ser catalogada como balada. Posteriormente, la canción evoluciona hacia un sonido más pesado y moderno. En cuanto a la letra, se la ha considerado honesta y vulnerable. El grupo comentó sobre la letra de la canción:

El tema se adentra en el silencioso desenlace bajo la superficie, donde la grandeza se desvanece y las batallas tácitas cobran protagonismo. Con su característica mezcla de misticismo y vulnerabilidad, "Damocles" captura el peso de la lucha invisible y el eco inquietante de la gloria pasada, invitando a los oyentes a confrontar lo que se esconde tras la máscara.

La canción fue escrita por Vessel y II, con Carl Brown a cargo de la producción. Está compuesta en la tonalidad de fa♯ con un tempo de 77 pulsaciones por minuto.

## Posicionamiento en lista
| Lista (2025)                              | Posición |
| ----------------------------------------- | -------- |
| Australia Top 20 New Music Singles (ARIA) | 14       |
| Ireland (IRMA)                            | 92       |
| New Zealand Top 40 (RMNZ)                 | 38       |
| UK Singles (OCC)                          | 25       |
| UK Rock & Metal (OCC)                     | 1        |